# Terme romane di Gaujac
Le terme romane di Gaujac sono un complesso termale di epoca romana, situato nel comune di Gaujac nel dipartimento del Gard nella Francia meridionale.
L'abitato di Gaujac sorge su un antico oppidum che era probabilmente sede del popolo gallico dei Samnagenses

## Scoperta e scavo
I resti del complesso termale vennero scoperti da Jean Charmasson, l'archeologo che aveva riportato alla luce l'oppidum, e da Dominique Cannaud nel 1974 e furono scavati nella loro totalità dalla Société d'étude des civilizations antiques de la basse vallée du Rhône (SECABR) sotto la direzione dei due archeologi tra il 1975 e il 1988 e nel 1998.

## Storia e descrizione
Le terme vennero edificate sulla terza terrazza del versante meridionale del rilievo sul quale si trovava l'oppidum ed ebbero due fasi costruttive e furono in seguito trasformate in un santuario

### Fase 1 delle terme
Il primo edificio era ancora in corso di costruzione nel 20 d.C. Era costituito da tre sale contigue: la prima (a nord, orientata in senso est-ovest) era lo spogliatoio (apodyterium), pavimentato con lastre in pietra e circondato da banchi per depositarvi gli indumenti. Le altre due sale, ornate di pavimenti a mosaico e orientate in senso nord-sud e perpendicolari alla prima, erano ambienti riscaldati ad ipocausto per mezzo di un forno situato a sud:  ad est il tepidarium e ad ovest il calidarium, dotata di un'abside semicircolare che ospitava un bacino per le abluzioni (labrum), unica fonte di acqua nell'impianto.
Ad est dell'edificio principale si trovava la palestra, con un'entrata monumentale a sud-est.

### Fase 2 delle terme
Quando l'abitato venne dotato di una rete idrica, in costruzione nella seconda metà del I secolo d.C., fu possibile l'approvvigionamento in acqua delle terme. Negli anni 90-100 una cisterna di 80 m cubi venne costruita appoggiata alla facciata esterna del muro di recinzione orientale e le sale vennero risistemate.
Il tepidarium ospitò una vasca monolitica in calcare, collocata in un'esedra rettangolare aggiunta all'ambiente e riscaldata da un forno. Nel calidarium venne installata una piscina a nord ed un'altra ne venne aggiunta a sud, entrambe che occupavano l'intera larghezza della sala. La vecchia palestra, ora occupata dalle installazioni idrauliche divenne un cortile di servizio, mentre una nuova palestra venne edificata ad ovest del vestibolo, con portici su tre lati e un'abside che si apriva sul paesaggio a sud.

### Santuario della Fortuna
Intorno al 210-220 un terremoto danneggiò le strutture meridionali dello stabilimento termale che smise di funzionare. La sua parte settentrionale, restata intatta, divenne un santuario dedicato alla Fortuna: una statua della dea venne collocata nella cisterna, che divenne la cella del santuario e su una bassa terrazza a nord della corte di servizio fu collocato probabilmente un altare. Lo spazio restante venne utilizzato come deposito di offerte, poi interrate. Il portico nord della vecchia palestra e il vestibolo furono forse utilizzati per ospitare i pellegrini.
L'oppidum venne in seguito abbandonato dagli inizi del III secolo.